# Zola Predosa
Zola Predosa (emilián nyelven Żôla Predåuṡa) település Olaszországban, Emilia-Romagna régióban, Bologna megyében. Lakosainak száma 19 207 fő (2023. január 1.). Zola Predosa Anzola dell’Emilia, Casalecchio di Reno, Valsamoggia, Monte San Pietro, Sasso Marconi és Bologna községekkel határos.

## Népesség
A település lakossága az elmúlt években az alábbi módon változott:

| 2021 | 19 117 |
| 2023 | 19 207 |